# Anthurium weberbaueri
Anthurium weberbaueri är en kallaväxtart som beskrevs av Adolf Engler. Anthurium weberbaueri ingår i släktet Anthurium och familjen kallaväxter. Inga underarter finns listade.